# Streptochaeta angustifolia
Streptochaeta angustifolia är en gräsart som beskrevs av Thomas Robert Soderstrom. Streptochaeta angustifolia ingår i släktet Streptochaeta och familjen gräs. Inga underarter finns listade i Catalogue of Life.